# Triolet
Triolet – strofa 8-wersowa o dwóch rymach i schemacie rymowym: ABaAabAB, w której wers pierwszy powtarza się jako czwarty i siódmy, a drugi jako ósmy - w wersji oryginalnej lub lekko zmodyfikowanej. Triolety pisali Tomasz Zan i Adam Mickiewicz. W parafrazach mądrości Wschodu używał ich też Remigiusz Kwiatkowski. W Czechach triolety pisał Jaroslav Vrchlický. 
Jednou žijem, jednou číš výš letí,
druhá, kterou piješ, první není,
jednou nejlíp chutná políbení,
jednou žijem, jednou číš výš letí.
Zdar buď starým, zdar buď i vám, děti!
Přiští okamžik již všecko změní,
jednou žijem, jednou číš výš letí,
druhá, kterou piješ, první není.
(Jaroslav Vrchlický, Přípitek)